# Kuhikugu

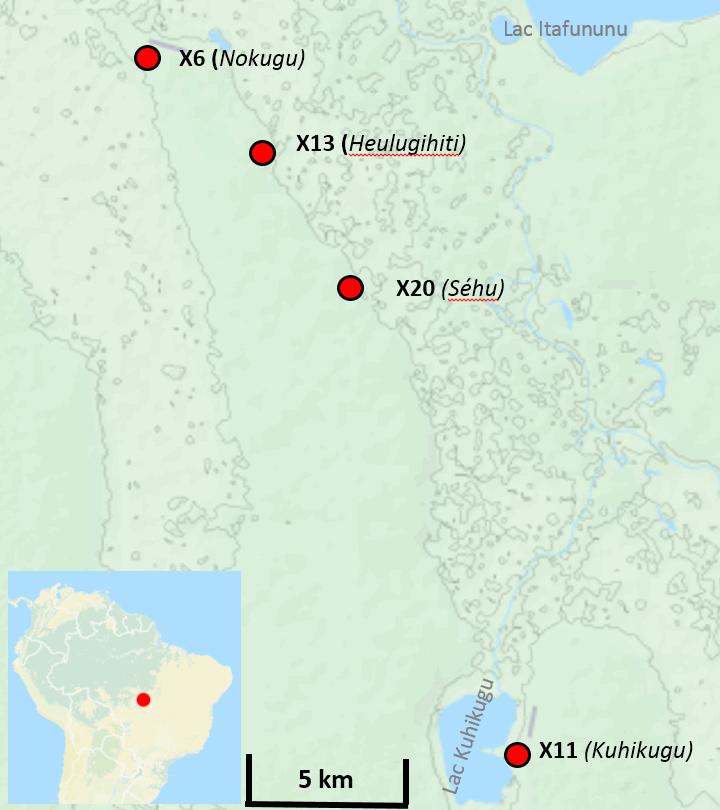
Kaart met Kuhikugu

Kuhikugu (van het Kuikurovolk) is een archeologische site in Brazilië, aan de bovenloop van de rivier Xingu, in het Amazoneregenwoud. Het gebied rond Kuhikugu maakt deel uit van het Xingu National park. Kuhikugu werd voor het eerst ontdekt door antropoloog Michael Heckenberger, die met het plaatselijke Kuikurovolk samenwerkte, waarschijnlijk de afstammelingen van de originele  Arowaakse en Caribische bewoners.

## Archeologisch complex en geschiedenis
Kuhikugu is een archeologisch complex met 20 steden en dorpen, verspreid over een gebied van ca. 20.000 km², waar tot 50.000 mensen ooit geleefd kunnen hebben. Waarschijnlijk was Kuhikugu bewoond van 1500 jaar tot 400 jaar geleden, toen ze waarschijnlijk ten onder gingen aan ziekten, die de Europeanen meebrachten.
Vroege Spaanse conquistadores die het gebied doorzochten zagen waarschijnlijk de laatste momenten van deze steden, en hun beschrijvingen verschaffen inzicht in hoe de plaatsen er uit hebben gezien. Toen de Europeanen later terugkwamen waren de steden en dorpen door het regenwoud opgeslokt. De inheemse bevolking leefde nu in stammen van de ruïnes vandaan, en de herinnering aan die beschaving werd via orale traditie  bewaard.
Het volk dat Kuhikugu bewoonde, bouwde, in tegenstelling tot andere Zuid-Amerikaanse beschavingen, horizontale monumenten voor hun goden. Bruggen verbonden oevers van de brede rivier en er waren verdedigingsgrachten, dammen en vijvers (mogelijk duidt dit op viskwekerij).
Verder wijst de zwarte aarde, die het gebied omgeeft, op grootschalige agrarische activiteit (anthrosol, terra preta, egepe). Mogelijk waren er mandiocavelden (casave).

## Vestiging X11
Kuhikugu is voornamelijk vestiging X11 van dit complex, bij Porto dos Meinacos (een naam die naar de Arowaakse Mehinako verwijst) aan de oostkust van het Kuhikugumeer (tegenwoordig Lagoa Dourada).

## De Verloren Stad Z
De mogelijkheid bestaat dat legenden over Kuhikugu de Britse onderzoeker luitenant-kolonel Percy Fawcett ervan overtuigden op expeditie te gaan om de 'Verloren stad Z' te vinden. Fawcett beweerde een groot aantal aardewerkscherven te hebben gevonden, terwijl hij tijdens de expeditie veldwerk deed, en de Kuhikugu sites kunnen potentieel een grote hoeveelheid aardewerk aan het oppervlak hebben gehad. Elk van de 20 sites van Kuhikugu kunnen meer dan 5000 bewoners hebben gehad en de hoogontwikkelde stadsplanning en overgebleven structuren kunnen zijn geweest waar Fawcett naar op zoek was. De sites volgen allemaal hetzelfde grondplan.